# Junior Alcántara
Pour les articles homonymes, voir Alcantara.
Junior Alcántara Reyes est un boxeur dominicain né le 2 octobre 2004,, champion des Jeux panaméricains, médaillé d'argent des Jeux d'Amérique centrale et des Caraïbes et aux Jeux olympiques de Paris de 2024.

## Carrière
En 2019, il remporte la médaille d'or aux Jeux sportifs scolaires de la République dominicaine.
Lors des championnats du monde de boxe amateur juniors organisés par l'IBA en 2022, il affronte l'Ukrainien Vladyslav Kondratiukgagne et gagne 4-1 puis perd 1-4 contre l'Australien Jye Dixon.
En 2023, il participe aux championnats du monde IBA et bat 5-0 le Kényan Abednego Kyalo avant de perdre 0-5 contre le Japonais Kazuma Aratake en huitièmes de finale de la catégorie poids minimum. 
Junior Alcántara ne perd ensuite qu'en finale des Jeux d'Amérique centrale et des Caraïbes 0-5 contre le Colombien Yuberjen Martínez. Il remporte un peu plus tard la médaille d'or lors de la compétition de boxe des Jeux panaméricains de 2023 dans la catégorie des moins de 51 kg, devenant ainsi le quatrième médaillé d'or en boxe pour la République dominicaine. Il remporte également la médaille de bronze aux Jeux olympiques d'été de 2024 à Paris.